# سیکو اپسون
سیکو اپسون کورپوریشن که بیشتر اپسون خوانده می‌شود، شرکت صنایع الکترونیک چندملیتی ژاپنی است، که در سال ۱۹۴۲ تأسیس شد و هم‌اکنون زیرمجموعه‌ای از شرکت سیکو می‌باشد.

## تاریخچه
سیکو اپسون یک شرکت فناور ژاپنی و یکی از بزرگ‌ترین تولیدکنندگان چاپگر در جهان و اطلاعات و تجهیزات مرتبط با تصویربرداری است. مقر شرکت سیکو اپسون در ناگانوی ژاپن قرار دارد.

## محصولات
شرکت سیکو اپسون تولیدکننده انواع فناوری‌های رایانه است که عبارتند از: انواع چاپگرهای جوهر افشان، سوزنی و چاپگرهای لیزری، اسکنر‌ها، کامپیوتر رومیزی، تجاری، چند رسانه‌ای و پروژکتورهای سینمای خانگی، تلویزیون‌های بزرگ سینمای خانگی، روبات‌ها و تجهیزات اتوماسیون صنعتی، نقطه پرینترهای علامت فروش و ثبت پول نقد، لپ‌تاپ‌ها، مدارات مجتمع، اجزای ال سی دی و سایر اجزای الکترونیکی همراه است.